# HD 106906
HD 106906 är en dubbelstjärna belägen i den norra delen av stjärnbilden Södra korset. Den har en kombinerad skenbar magnitud av ca 7,80 och kräver åtminstone en stark handkikare eller ett mindre teleskop för att kunna observeras. Baserat på parallax enligt Gaia Data Release 2 på ca 9,7 mas, beräknas den befinna sig på ett avstånd på ca 337 ljusår (ca 103 parsek) från solen. Den rör sig bort från solen med en heliocentrisk radialhastighet på ca 10 km/s och ingår i Lower Centaurus Crux-gruppen i OB-föreningen Scorpius-Centaurus av stjärnor med gemensam egenrörelse.

## Egenskaper
Primärstjärnan HD 106906 A är en gul till vit stjärna i huvudserien av spektralklass F5 V. Den har en radie som är ca 2 solradier och har ca 6,6 gånger solens utstrålning av energi från dess fotosfär vid en effektiv temperatur av ca 6 500 K.
HD 106906 är en dubbelsidig spektroskopisk dubbelstjärna bestående av två huvudseriestjärnor av spektraltyp F med liknande massor och samma spektralklass. Deras omloppsperiod är mindre än 100 dygn.

## Planetssystem
En avlägsen exoplanet, HD 106906 b, kretsar runt dubbelstjärnan med en projicerad separation av 732 ± 30 AE och en omloppsperiod på minst 3 000 år. Ett överskott av infraröd strålning kring stjärnparet kommer från en omgivande stoftskiva som ses i linje med siktlinjen från jorden. Den har en uttalad asymmetrisk form, som sträcker sig 120 AE på östra sidan och ut till 550 AE mot väster.
| Planet | Massa     | Halv storaxel (AE) | Siderisk omloppstid (år) | Excentricitet | Inklination | Radie |
| ------ | --------- | ------------------ | ------------------------ | ------------- | ----------- | ----- |
| b      | 11 ± 2 MJ | ca 2 600           | >3 000                   | -             | -           | -     |